# 钮钟

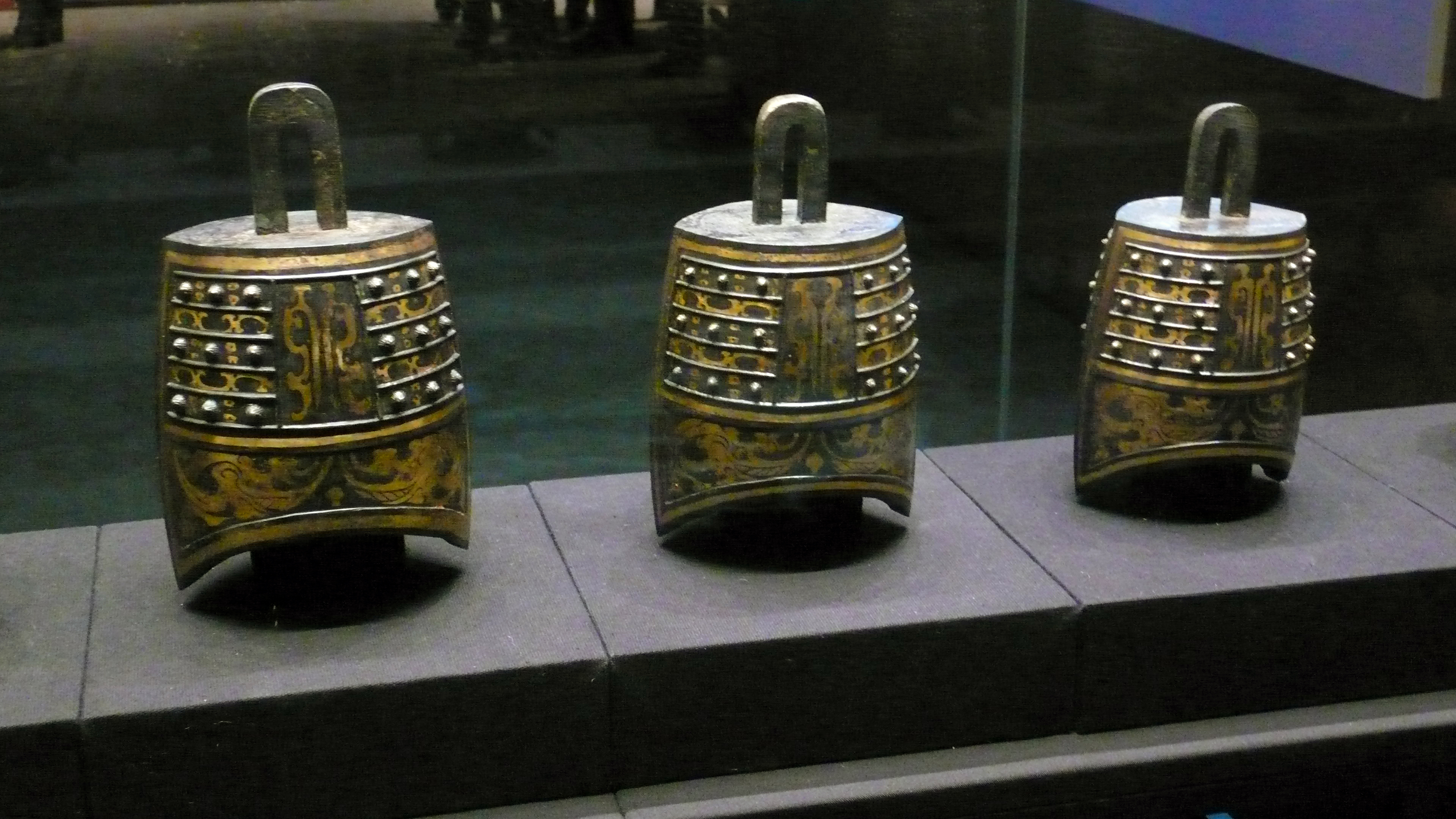
江西海昏侯墓出土的钮钟

钮钟，又称为铜钮钟或钟钮，是中国古代一种成编配套使用的打击乐器。据《孟子》一书记载，孟子和其学生就见过一个夏朝禹时代的钮钟，可知钮钟历史的久远。周朝至汉朝时，钮钟大多发现于黄河中下游和长江中下游地区，如山东、河南、山西、湖北、江苏等地。在古代少数民族聚居的西南地区，如广西、云南、贵州，还发现一些有民族特色的纽钟。纽钟按纽制的不同，可分为框钮钟、环钮钟、半环钮钟、羊角钮钟等，其中半环钮钟和羊角钮钟多在西南地区的少数民族聚居区出土。